# Розовый цвет
Розовый — цвет, образующийся при смешивании красного и белого. Хотя иногда его описывают как светло-красный, точнее будет сказать, что это ненасыщенный красный цвет, причём чаще всего с примесью пурпурного. Несмотря на широкое употребление слова, точный оттенок установить трудно; например, в английском языке используется два слова для существенно различных оттенков розового: Rose (более красный оттенок) и Pink («маргаритковый»).
Происхождение русского названия восходит к естественному эталону розового цвета — розе, точнее — к цвету бутонов и лепестков цветков распространённых видов шиповника (Rosa canina).

## История
Розовый цвет был описан в литературе с древних времён. Гомер в своей «Одиссее» писал: «Перед восходом солнца на небе появляются расходящиеся из центра розовые полосы, которые напоминают растопыренные пальцы руки». Лукреций использовал это слово для описания рассвета в своей эпической поэме «О природе вещей».
Розовый не был обычным цветом в средневековой моде; дворяне предпочитали более яркие красные цвета, например, малиновый. Тем не менее, в XIII и XIV веках в работах Чимабуэ и Дуччо ди Буонинсенья маленький Иисус Христос иногда изображался одетым в розовую одежду. Розовым цветом художники показывали духовную связь между матерью и ребёнком.
Зенитом розового цвета был XVIII век, когда пастельные тона стали очень модными во всех дворах Европы. Особенно продвигала розовый цвет любовница французского короля Людовика XV маркиза де Помпадур (1721—1764), которая носила сочетания бледно-синего и розового цветов. Имя маркизы получил особый оттенок розового, сделанный для неё на Севрской фарфоровой фабрике, созданный добавлением синего, чёрного и жёлтого.

## Ярко-розовый
Насыщенный розовый цвет цветов фуксии известен в мире моды под названием «шоки́рующий ро́зовый» (англ. shocking pink, neon pink). Название появилось благодаря цвету коробки для флакона духов Schoking (1937) модельера Эльзы Скиапарелли: 

Надо, чтобы название начиналось на букву S — из-за моего суеверия… А цвет сам попался мне на глаза — блестящий, невероятный, нескромный, пленительный, полный жизни, подобный свету, объединённый цвет всех птиц и рыб в мире, цвет Китая и Перу, совсем не западный, шокирующий, чистый, интенсивный… И я назвала свои духи Schocking, то есть «Шокирующие». И презентация их будет шокирующей! Аксессуары и бельё тоже будут шокирующими! Это вызвало среди моих друзей и сотрудников лёгкую панику, все подумали, что я сошла с ума и никто этого не купит! Ведь этот цвет не что иное, как «розовый для негров». «Ну и что же? Негры бывают иногда необыкновенно элегантными!» — возражала я.— Эльза Скиапарелли. Моя шокирующая жизнь:150.
 Впоследствии этот оттенок розового стал своего рода фирменной маркой модельера:483, которая использовала его не только для нарядов, шляпок, упаковки и косметики:154, но и на ярлыках изделий и в оформлении своего магазина на Вандомской площади, 21.

### Оттенки розового
- Бедра испуганной нимфы — бледно-розовый.
- Весёлая вдова — старинный оттенок розового.
- Гортензия — нежно-розовый.
- Иудина дерева — ярко-розовый. Иудино дерево, или церцис, согласно преданию, является тем самым деревом, на котором повесился Иуда, после того как предал Христа. Это дерево цветёт ярко-розовыми цветами.
- Коралловый — розово-оранжевый цвет, цвет кораллов.
- Магово-гуляфный — красно-розовый.
- Мов — розовато-лиловый.
- Маркизы Помпадур — сложный оттенок розового, названный в честь фаворитки Людовика XV.
- Резвая пастушка — старинный, утраченный оттенок розового.
- Розовый пепел — нежно-серый цвет, отливающий в розовый.
- Парнасской розы — оттенок розового с фиолетовым отливом.
- Сёмги — оттенок розового, под цвет рыбьего мяса.
- Сольферино — ярко-розовый либо ярко-светло-красный с лиловым оттенком. Название появилось после битвы при Сольферино в 1859 году во время австро-итало-французской войны.
- Старой розы — грязновато-розовый, ненасыщенный цветом.
- Фуксин — как правило, фуксином называют насыщенный розовый[11].

- Шампань — бледно-розовато-жёлтый, цвета шампанского.

## Ассоциации и символы
Согласно опросам, проведённым в Европе и США, розовый цвет чаще всего ассоциируется с обаянием, вежливостью, чуткостью, нежностью, сладостью, детством, женственностью и романтикой. Комбинация розового и белого ассоциируется с целомудрием и невинностью, а комбинация розового и чёрного — с эротизмом и обольщением.

### В религии
- В католицизме цвет радости и счастья. Используется во время Великого поста, на третье воскресенье Адвента. Традиционно этому дню соответствует розовая свеча в рождественском венке.
- В протестантизме розовая свеча иногда зажигается на четвёртое воскресенье Адвента.

### В политике
- Розовый цвет (как менее яркий и резкий, чем красный) ассоциируется с умеренными левыми, социал-демократическими силами; так, он является неофициальным цветом португальской Социалистической партии.
- В разное время слово «розовый» использовалось как уничижительный эпитет: «розовый социализм», «розовое христианство».

### Прочие культурные ассоциации
- Розовый — цвет античной богини Венеры (Афродиты).
- Розовая лента — символ международной программы по борьбе с раком молочной железы.
- В русском символизме розовый цвет — это цвет мечты, цвет надежды[13].
- У Алишера Навои розовый цвет (гулранг) ассоциируется с весной (Фархад и Ширин).
- Розовый цвет одежды стереотипно воспринимается как женский. Игрушки, предназначенные для девочек, традиционно[когда?] розового цвета. Некоторые феминистки критикуют эту практику как дискриминационную.
- Розовый треугольник использовался в концлагерях нацистской Германии в качестве опознавательного знака гомосексуалов. Ныне розовый треугольник — один из символов ЛГБТ-движения.
- Существуют устойчивые выражения: «розовые очки», «видеть в розовом свете», означающие наивный, некритический взгляд на вещи.